# Ульяновский зоопарк
Ульяновский зоопарк — один из зоопарков России и один из зоопарков Поволжья, а также один из контактных зоопарков в России.

## История
Идея создать зоопарк в Ульяновске родилась в то время у будущего директора зоопарка — Дениса Саврандейкина в 2014 году, по его словам, тогда в тренде были контактные зоопарки, и в один такой из небольших зоопарков, он ходил вместе со своим двухгодовалым сыном в Казани. Вернувшись в Ульяновск, Денис сразу обратился к руководству парка «40-летия ВЛКСМ» с просьбой построить такую площадку в городе, к тому же Верхняя Терраса всегда была для него родным районом в городе (в этом районе как и раз находится этот парк), но получил отказ, как оказалось до него уже были такие попытки создать зоопарк в городе из местного «Центра Защиты Животных», те рассчитывали на бюджетное ассигнование в несколько миллионов рублей. Понятно, что в бюджете таких денег не было.
Второй раз Денис пришёл в парк с сыном в ноябре, когда выпал снег, те хотели покататься на горках, но их там не оказалось. Тогда он, на тот момент руководитель строительной организации, предложил построить в парке горки которые функционируют в парке до сих пор, правда уже в модернизированном виде.
И только через год — в 2015 году руководство парка одобрило проект Дениса Саврандейкина по созданию зоопарка. Первыми питомцами были куры, индюки, утки, индоутки и гуси. Чуть позже заехали козлята и ягнята. В 2017 году «замахнулись» на телёнка (будущая корова Маша). Её предоставили местные КФХ, но с условием, что только на летний сезон. А разницу в весе забрали зерновыми культура ми. В том же году в зоопарк переехал северный олень Тарко. Впоследствии он стал главным помощником ульяновского Деда Мороза при его тереме, который перевезли в парк с площади Ленина. В 2022 году в подарок он получил рысь, а в 2023 году отвёз олененка, а получил яков. Именно с северного оленя начался следующий важный этап в истории зоопарка.
А в 2019 году зоопарк вступил в Ассоциацию зоопарков России, и в том же году зоопарк сменил название из «Русские забавы» в «Ульяновский зоопарк».
В 2021 году зоопарк отметил ещё одно важное событие — он стал самым настоящим зоопарком с лицензией без приписки «контактный», а в 2022 году территория зоопарка выросла и стала в 2 раза больше — появились новые вольеры, участки и животные. В том же году Денис Саврандейкин на свой юбилей от директора Московского зоопарка получил в подарок викунью. Опять в том же году новыми жителями зоопарка стала пара пятнистых оленей, а также косули попавшие в беду. В конце 2022 года зоопарк пополнили орлы, орланы, совы и другие хищные птицы проживавшие ранее в Парке Победы.
10 июля 2024 года появился новый житель зоопарка — молодой лев по имени Цезарь спасший от беды, будучи львенком ветеринарами, и привезённый из Оренбургского зоопарка.